# Constantin Alexandru
Constantin Alexandru (n. 15 decembrie 1953, Constanța, România – d. 10 august 2014) a fost un luptător român, laureat cu argint la Moscova 1980. A fost campion european in 1974, 1975, 1977, 1978, 1979.
Vicecampion mondial de seniori în 1974 și campion mondial de seniori în 1978. Tot în dreptul lui Constantin Alexandru este trecută și o performanță semnificativă în istoria sportului românesc - cea de-a o suta medalie olimpică a României - medalia de argint, cucerită la Jocurile Olimpice de la Moscova 1980.

## Distincții
- Ordinul „Meritul Sportiv” clasa I (15 aprilie 1981) „pentru rezultatele deosebite obținute la Jocurile olimpice de vară de la Moscova — 1980, precum și pentru contribuția adusă la dezvoltarea activității sportive și la creșterea prestigiului sportului românesc pe plan internațional”[2]